# Artediellus ingens
Artediellus ingens és una espècie de peix pertanyent a la família dels còtids.

## Hàbitat
És un peix marí, demersal i de clima temperat que viu entre 170 i 429 m de fondària.

## Distribució geogràfica
Es troba al Pacífic nord-occidental: les illes Kurils.

## Observacions
És inofensiu per als humans.